# ミンク・ホロウの世捨て人
『ミンク・ホロウの世捨て人』（原題：Hermit of Mink Hollow）は、アメリカ合衆国のミュージシャン、トッド・ラングレンが1978年に発表した、ソロ名義では8作目のスタジオ・アルバム。

## 背景
前作『誓いの明日』（1976年）から本作をレコーディングするまでの間、ラングレンはユートピア名義のアルバム『太陽神』（1977年）と『悪夢の惑星』（1977年）をリリースし、また、ミートローフのアルバム『地獄のロック・ライダー』（1977年）をプロデュースした。
本作では、共同エンジニアとしてマイク・ヤングが参加しているのを除けば、ラングレンがプロデュース、ボーカル、演奏、編曲のすべてを単独で担当している。オリジナルLPでは、A面が「The Easy Side」、B面が「The Difficult Side」と記載されていた。

## 反響・評価
アメリカのBillboard 200では36位に達し、ラングレンのソロ・アルバムとしては『サムシング/エニシング? (ハロー・イッツ・ミー)』（1972年）が1974年に全米29位を記録して以来の全米トップ40入りを果たした。また、本作からのシングル「友達でいさせて」はBillboard Hot 100で29位に達した。
音楽評論家のStephen Thomas Erlewineはオールミュージックにおいて「疑いなく彼が作った最もエモーショナルなレコード」と評している。

## 収録曲
全曲ともトッド・ラングレン作。
1. 子供たちの歌 - "All the Children Sing" – 3:10
2. 友達でいさせて - "Can We Still Be Friends" – 3:36
3. 傷ついた心 - "Hurting for You" – 3:22
4. 夢の彼方に - "Too Far Gone" – 2:39
5. 擬声 - "Onomatopoeia" – 1:35
6. 決意 - "Determination" – 3:12
7. ブレッド - "Bread" – 2:50
8. バッグ・レディ - "Bag Lady" – 3:15
9. うそつき - "You Cried Wolf" – 2:31
10. ラッキー・ガイ - "Lucky Guy" – 2:07
11. アウト・オブ・コントロール - "Out of Control" – 3:57
12. フェイド・アウェイ - "Fade Away" – 3:08

## 他メディアでの使用例
「友達でいさせて」は、アメリカ映画『ジム・キャリーはMr.ダマー』（1994年公開）及びアメリカ映画『バニラ・スカイ』（2001年公開）のサウンドトラックで使用された。